# Ett annat Sverige
Ett annat Sverige är en singel med Attentat gjord i samarbete med Sören ”Sulo” Karlsson. ”Ett annat Sverige” är en bearbetning av Billy Braggs ”A New England” och ursprungligen en beställningslåt till pjäsen ”Jag heter Mikael”, ett socialpolitiskt drama som spelades på Södra Teatern i Stockholm våren 2014. I huvudrollen Tomas Norström, pjäsen skrevs av Alan Drury.
Medverkar gör Mats Jönsson, Magnus Rydman, Cristian Odin, Patrik Kruse, Paul Schöning och Sören Karlsson.